# Perrie Mans
Pierre Mans, dit Perrie Mans né le 14 octobre 1940 à Johannesbourg (Union d'Afrique du Sud) et mort le 13 septembre 2023 au Cap, est un joueur de snooker professionnel sud-africain. 
Sa carrière est principalement marquée par une victoire au Masters de snooker en 1979. Mans a aussi été finaliste du championnat du monde l'année précédente, ce qui lui a permis de se positionner à la deuxième place du classement mondial pendant une saison.

## Carrière
Devenu professionnel en 1961, Perrie Mans réussit bien les épreuves de la triple couronne ; il est finaliste du championnat du monde en 1978 (défaite contre Ray Reardon, 25-18) et sort victorieux au Masters de snooker l'année suivante, après des victoires contre Cliff Thorburn, Reardon et Alex Higgins en finale. Mans atteint d'ailleurs le meilleur classement de sa carrière durant cette période ; il est classé 2e pour la saison 1978-1979. Par ailleurs, Perrie Mans compte aussi une autre demi-finale au championnat du monde, en 1976. 
Au cours de sa carrière, le joueur d'Afrique du Sud a remporté 23 titres non classés, dont le tournoi de Pot Black en 1977 et le championnat d'Afrique du Sud à quatorze reprises, dont neuf de manière consécutive. Il se retire du circuit professionnel en 1987 et remporte en 1989 son dernier titre de champion d'Afrique du Sud, en tant que joueur amateur. 

## Mort
Perrie Mans meurt de vieillesse le 13 septembre 2023, presque un mois avant de fêter ses 83 ans.

## Palmarès
| Légende | Catégorie                      | Titres                         | Finales                        |
|         | Tournois classés               | 0                              | 1                              |
|         | Tournois non classés           | 23                             | 3                              |
|         | Tournois amateurs              | 1                              | 0                              |
| Gras    | Tournois de la triple couronne | Tournois de la triple couronne | Tournois de la triple couronne |

### Titres
| Saison      | Nom du tournoi                           | Lieu                     | Finaliste              | Score | Tableau |
| 1960        | Championnat d'Afrique du Sud amateur     | Drapeau d'Afrique du Sud | Inconnu                | N/C   |         |
| 1965 à 1977 | Championnat d'Afrique du Sud (13 titres) | Drapeau d'Afrique du Sud | Adversaires différents | N/C   |         |
| 1976-1977   | Pot Black                                | Birmingham               | Doug Mountjoy          | 1-0   |         |
| 1978-1979   | Championnat d'Afrique du Sud (14e titre) | Drapeau d'Afrique du Sud | Silvino Francisco      | 9-5   |         |
| 1978-1979   | Tournoi Heidelberg 100                   | Inconnu                  | Silvino Francisco      | 9-3   |         |
| 1978-1979   | Masters                                  | Wembley                  | Alex Higgins           | 8-4   | Tableau |
| 1980-1984   | Championnat d'Afrique du Sud (4 titres)  | Drapeau d'Afrique du Sud | Adversaires différents | N/C   |         |
| 1988-1989   | Championnat d'Afrique du Sud (19e titre) | Johannesbourg            | Robbie Grace           | 8-5   |         |

### Finales
| Saison    | Nom du tournoi                                 | Lieu           | Finaliste          | Score        | Tableau |
| 1977-1978 | Championnat du monde                           | Sheffield      | Ray Reardon        | 18-25        | Tableau |
| 1979-1980 | Masters d'Australie                            | Sydney         | Ian Anderson       | Score cumulé |         |
| 1979-1980 | Tournoi international Padmore Super Crystalate | West Bromwich  | Alex Higgins       | 2-4          |         |
| 1983-1984 | Championnat d'Afrique du Sud                   | Afrique du Sud | Jimmy van Rensberg | 7-10         |         |